# ゴールキーパー (サッカー)

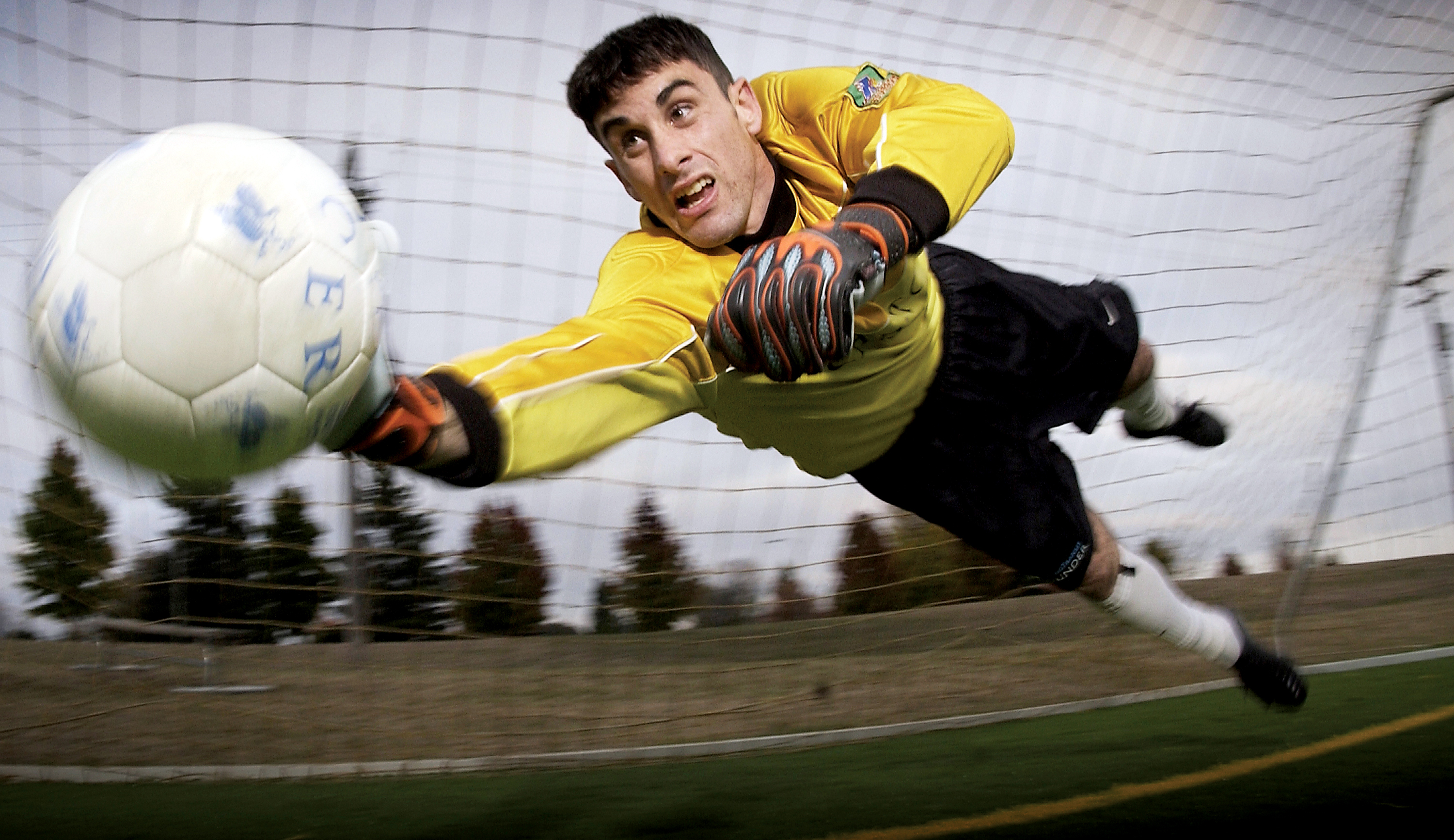
サッカーのゴールキーパー（ワシントン州マッコード空軍基地チームのカレン中尉）

サッカーにおけるゴールキーパー（英: goalkeeper）は、ポジションの一つである。フィールド上の各チームに1人だけ置かれ、11人もしくは8人の選手の中で唯一、スローイン以外の場合でもペナルティーエリア内であれば、手でボールを扱うことが許されている。キーパー（Keeper）やアルファベット2文字でGKと略されることもある。

## 歴史
多くのスポーツと同様に、フットボールは戦術面における様々な変化を経験しており、新たに作り出されたポジションもあれば消えたポジションもある。ゴールキーパーはサッカーの規則が法典化された時から存在していることが確かな唯一のポジションである。システムがわずかであるか存在しておらず全員が攻撃および守備をするという考えしかなかったフットボールの初期でさえも、ゴールキーパーとしてプレーすることが指定された選手がいた。
選手のポジションについて述べられているフットボールに関する最も初期の文献は1581年のリチャード・マルカスターによるものであるが、ゴールキーパーについては明確に記されていない。ゴールを守ることが具体的に記された最も初期の文献は1602年のコーニッシュ・ハーリングに関するものである。David Wedderburnは1633年に「ゴールを守る」と翻訳されるラテン語を記しているが、必ずしも固定されたゴールキーパーのポジションがあったことを意味するものではない。
当初は、相手のシュートを止めようとする時以外はゴールキーパーは大抵ゴールポストの間でプレーし移動も制限されていた。その後、プレーのシステムが変化したことによってより積極的な役割が求められるようになった。ゴールキーパーは試合中に（スローイン以外でも）手でボールを扱える唯一のポジションである。最初の競技規則では、ゴールキーパーは、ピッチの自陣のどこでもボールを手で扱うことが許されていた。この規則は1912年に改訂され、ゴールキーパーが手を使うことができる範囲はペナルティーエリア内に制限された。
1992年、時間稼ぎの手段として横行する事から国際サッカー評議会によって競技規則が改訂で意図的に足でバックパスされたボールを手で扱うことが禁止されるようになったことにより（バックパス・ルール）、足下でボールを扱うフィールドプレーヤーとしての能力も求められるようになった。

## 概要
ゴールキーパーはペナルティエリア内において手でボールに触れ、ゴールにボールを入れさせない役割を担っている。シュートストップなど、ゴール前での守備に最重要な主眼がおかれているのは現在でも変わらないが、1980年代末から中盤でのプレスにより守備ラインが上がったことなどで、近年ではスウィーパー的要素も求められる。また上記のバックパス・ルールに端を発し、足元でのボールコントロールおよびパスの技術、攻撃の起点としての戦術眼・判断力といった部分に優れることも立派な長所として評価される傾向にある。
11人のプレーヤーの中で最も運動量が少なく、かつ常に全体を見渡せるポジションであるため、DFラインのみに限らず、フィールドプレーヤー全体に指示を行う重要な役割も担っている。
チームにとっては文字通り「最後の砦」であり、GKが抜かれる事は失点する事を意味する。無論、失点をしなければ負ける事は絶対にない。それ故、「サッカーにおいてはGKこそエースだ」と考える者もいる。
試合終了間際でリードされている場面など、是が非でも得点を取る必要がある場合には、ゴールキーパーも攻撃参加に転じることがあるが、これは相手ゴール前での攻撃人数を増やす目的で、特にセットプレーの場合に実行される事が多い。プロリーグでも稀に見られ、実際にゴールを挙げたゴールキーパーも少なからず存在する。滅多な事ではないが、自身のペナルティエリアからシュートをして相手のゴールに入る事もある。

### ルール上の規定

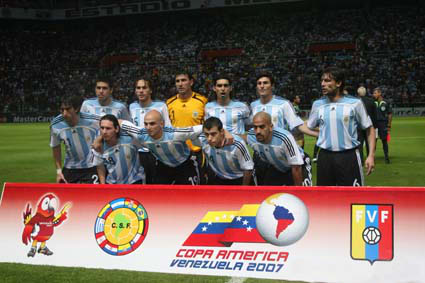
キーパーはフィールドプレーヤーと異なる色のユニフォームを着用しなければならない

ゴールキーパーに関する規定は幾つかの条項、及び通達等に分散している。
- 第3条「競技者の数」
  - チームを構成する者の内、一人だけゴールキーパーを置かなければならないと規定されている。
- 第4条「競技者の用具」
  - ゴールキーパーは他のフィールドプレーヤー、審判と見分けが付くように異なる色のユニフォームを着用することが義務付けられている。
  - 以前はホセ・ルイス・チラベルトやホルヘ・カンポスのようにオリジナルのユニフォームを着ても問題はなかったが、現在では規定で出来なくなっている。
  - 袖の長さに関する規定はないが、ゴールキーパーのユニフォームの袖は腕を保護するため丈夫な繊維を用いた長袖であることが多い。しかし、近年は天然芝グラウンドの普及や、相手に掴まれたり、汗で腕に袖が張り付く事を避けるため、半袖を着用する選手も増えている。
  - 日中の試合では日よけのため帽子を着用することが許可されている。
  - 膝の保護の点から裾の長いパンツを着用する事が出来る。
- 第12条「反則と不正行為」
  - GKによる反則で、相手に間接フリーキックが与えられる行為として以下の4つが規定されている。これらの行為はたとえペナルティーエリア内であっても許されていない。
    - ボールを6秒以上手で保持する（以前は保持可能時間は4秒で、それに加えボールを手で保持した状態で4歩以上歩いてはいけない「4ステップ」と言うルールもあったが、これを厳密に守ると動きが制限され過ぎるため、ほとんどの場合、審判の判断も含め暗黙の了解でこの規定は見逃されていた。2000年代に入り「4ステップ」の廃止と、保持時間の6秒への変更が正式に実現した。）
    - 保持していたボールを離してから、他の競技者が触れる以前に、再び手で触る。
      - 「保持する」とは手でコントロールするという意味であり、いったん手を離れてバウンドさせたボールをつかんだ場合はボールを離したことにはならず反則とはならない。

    - 味方のプレーヤーからキックで返されたボール（バックパス）を手で触れる。
    - 味方のプレーヤーからスローインで返されたボールを手で触れる。
      - フリーな状況でない味方からのバックパスについては、「キック」の定義により、足首より上の部位を用いてパスされたボールについてはゴールキーパーは手で触れることが出来る。
- キーパーチャージ
  - かつてはゴールエリア内での身体的接触からキーパーを保護することを目的とした反則規定（キーパーチャージ）が存在したが、1997年の規則改正により廃止され、現在はフィールドプレーヤーと同等の扱いとなっている。

### その他のルールに関する規定
- キーパーに対するファウル
  - ゴールキーパーは手でボールに触れボールをゴールに入れさせない役割を担っている。そのため、ゴールを狙いにくる選手とのボディーコンタクトに対して、無防備になってしまう事がしばしばある。このため、キーパーチャージが廃止された現在でも、キーパーに対するファウルは厳しく取られる傾向がある。
- キーパーがいなくなった場合
  - ゴールキーパーは非常に専門性が強いポジションであるため、一人以上のゴールキーパーが控えとしてベンチに配置されることが一般的である。ゴールキーパーの交代の際には、ほとんどの場合この控えのゴールキーパーが代わりに出場することとなる。
  - ゴールキーパーがレッドカードにより退場処分となった際、ルール上、必ず一人はゴールキーパーを置かなければならないため、フィールドプレーヤーと控えゴールキーパーを交代させなければならない。そのため、交代枠を1つ使ってしまうなどの点で、ゴールキーパーの退場はフィールドプレーヤーのそれ以上に厳しいものとなる。
  - ただし、突発的にゴールキーパーを務められるプレーヤーが存在しない、あるいはできない場合も想定される。控えのゴールキーパーも怪我をしてしまったとき、控えにゴールキーパーを置かなかったとき、交代枠を使い切ってしまった時は、ゴールキーパーを置かなくてはいけないとするルール上、ゴールキーパーとして登録されていないフィールドプレーヤーがゴールキーパーを務めなければならないこととなる。さらに、ゴールキーパーのユニフォームは他のプレーヤーや審判と違う色のものでなくてはならないとする規定も存在するため、この場合フィールドプレーヤー用のユニフォームからゴールキーパー用のユニフォームに着替えてプレーしなければならない（ただし上半身のみで良い。背番号は関係なく退場するGK、または控えのGKからGK用のユニフォームとグローブを借りることになっている）。
- 背番号
  - ゴールキーパーの背番号は1番が一般的で、現在ではプロアマ問わずゴールキーパー以外のプレーヤーが1番を着用していることは滅多に無い（かつてアルゼンチン代表がアルファベット順に背番号を定めたため、ミッドフィルダーのオズワルド・アルディレスが1番を着用した時代がある）。また一般的にゴールキーパー以外のプレーヤーが着用する傾向にある2番から11番までの背番号をゴールキーパーが着用することも滅多に無い（かつてオランダ代表が前述のアルゼンチン代表同様アルファベット順に背番号を定めたためワールドカップ西ドイツ大会でヤン・ヨングブルートが背番号8を付けた事例がある。また同じく西ドイツ大会でポーランド代表のヤン・トマシェフスキが背番号2を付けた事例がある）。現在では多くの大会やリーグにおいて、「1番はゴールキーパー用、2 - 11はフィールドプレイヤー用、12以降は自由」と定められている。Jリーグにおいても同様に規約により禁止されている[1]。
- 怪我の治療
  - キーパーが怪我をした際は、フィールド上で治療が行われ、その間プレーは停止する。この間に要した時間はアディショナルタイムに加算される。

## 技術

### 能力

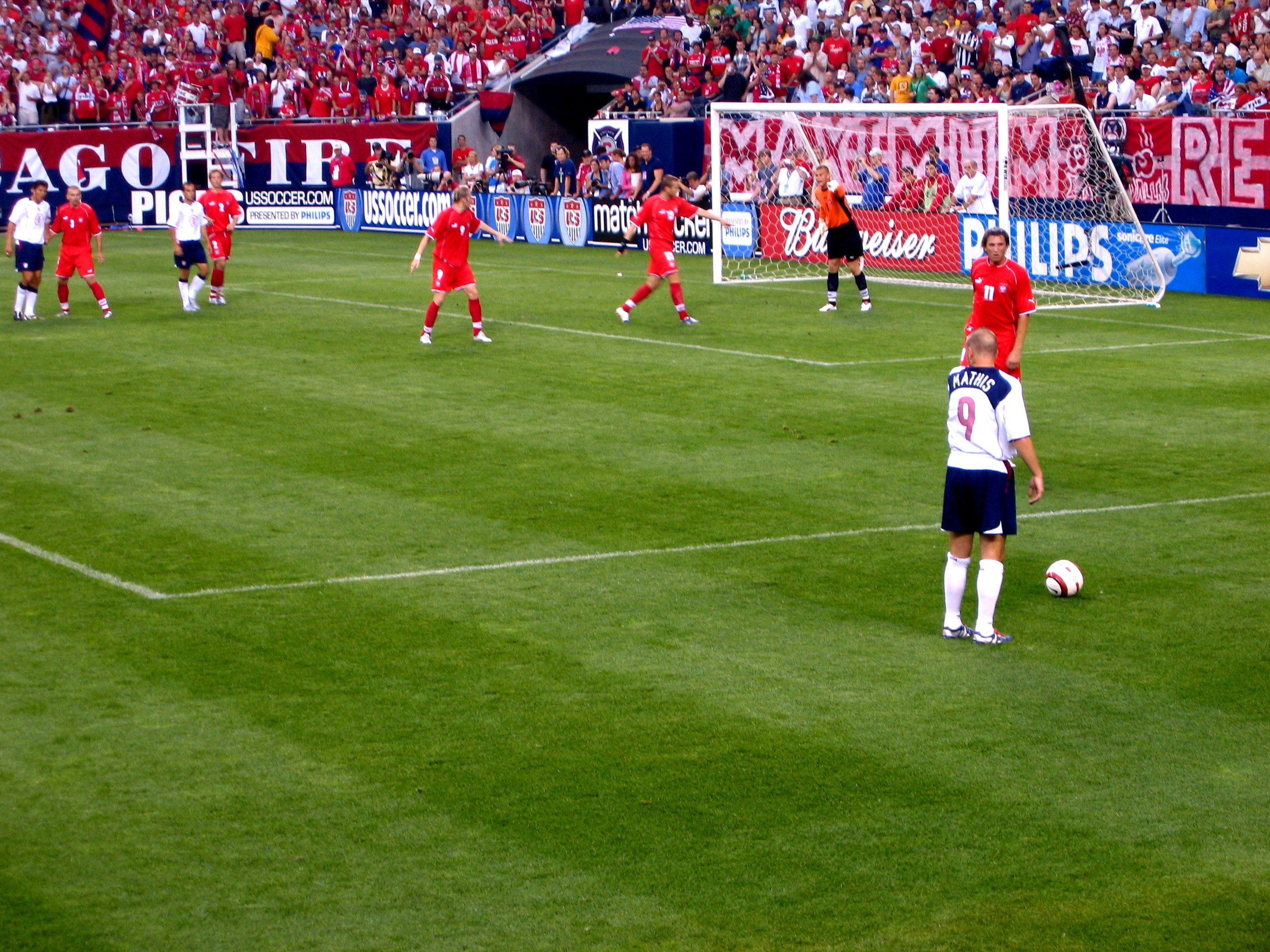
相手フリーキック時に味方ディフェンスに対して指示を出すゴールキーパー

最重要・不可欠な能力が統率力・ポジショニングである。どんなキーパーであっても一人でゴールマウスを守ることは不可能である。そこでキーパーは相手の攻撃に対してディフェンダーに的確な指示を出し、相手の攻撃手段を限定することでシュートチャンスを早めに摘む・シュートされたとしても自分の守備範囲内にしかシュート出来ないように追い込む、といった戦術的な行動が必要とされる。反射神経・勘・セーブ力といった個人能力はその次に来る要素である（もちろんこれらも大事な要素ではある）。このような役割を持つため、ディフェンダーに対しての指示の声は「神の声」とも呼ばれる。その都合上、ディフェンスラインと意思疎通が不自由なくできるだけの言語力がある方が望ましい。
それ以外の身体能力で言えば、高い身長と長い手足が求められる事が極めて多い。単純にボールを止められる範囲が広がり、ハイボールの処理もしやすくなるためである。国を問わずプロレベルであれば概ね180cm台後半〜190cm以上の大柄な選手が務めている例がほとんどであり、180cm台前半なら著名な選手も少なくないが、GKとしては小柄と評されることが多く、170cm台はかなり珍しい存在（菅野孝憲など）であり、長らくメキシコ代表で活躍したホルヘ・カンポス（身長168cm）のような160cm台は極小の例外である（カンポスは垂直飛び1メートル越えを誇る跳躍力で低身長のハンデをカバーした）。さらに、ゴール前で混戦となった時に競り負けない強靱さと頑丈さも必要とされる。またシュートに対して瞬時に反応できる動体視力と反射神経、瞬発力なども求められる。また、指示出しのための声の大きさも一つの能力として見られる。

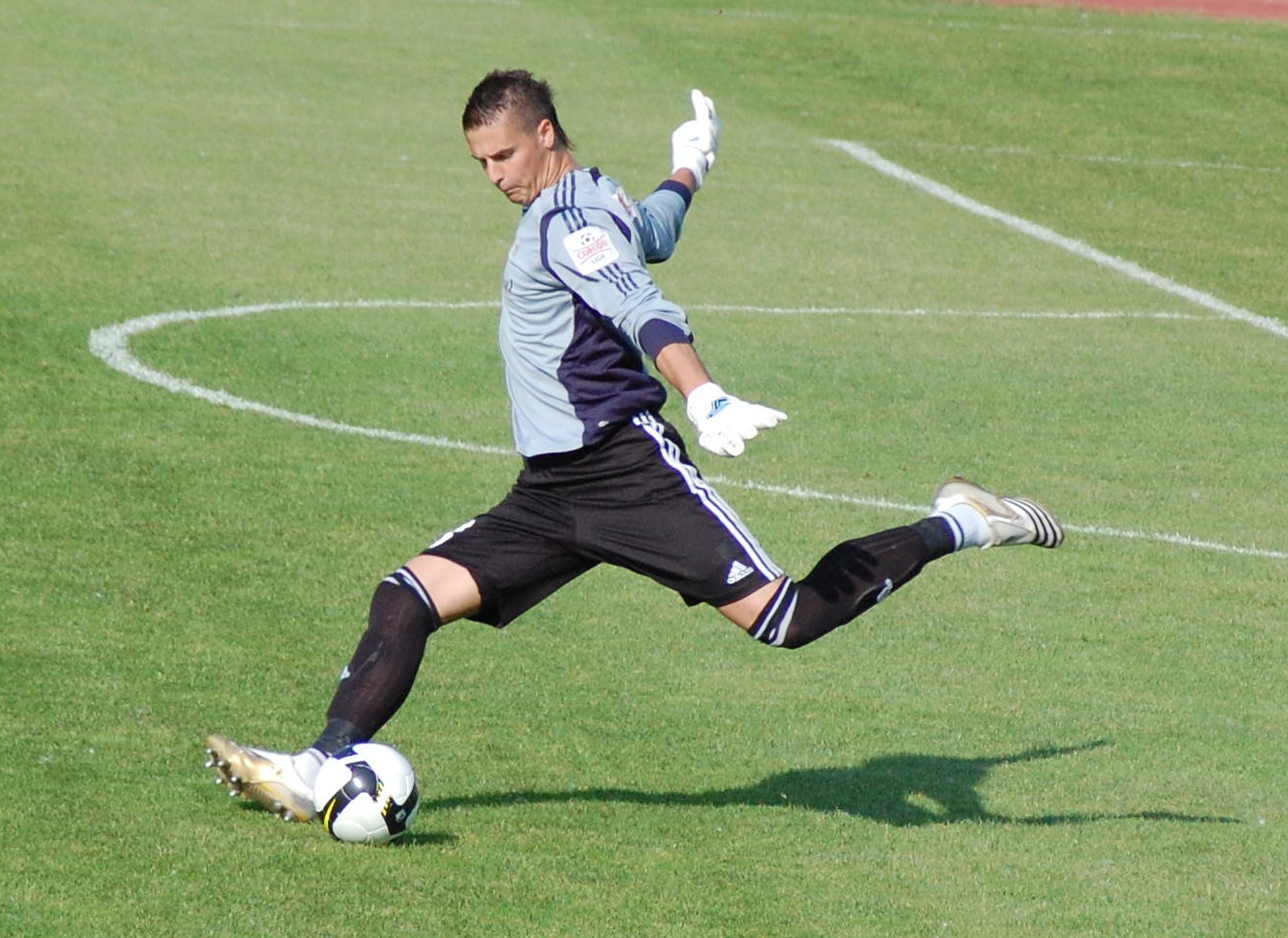
キックするキーパー

近年のサッカー戦術では攻撃時にはディフェンダーの押し上げが要求されることから、高く上がったディフェンダーの後ろのスペースをペナルティエリアを飛び出して守るスィーパー的な役割がゴールキーパーに求められることが多くなってきている。攻撃の起点として見られるようになり、フィードの精度など、フィールドプレイヤー的な技術も大きく評価されるようになった。キックの精度が非常に高いゴールキーパーも大勢存在し、そういった選手は攻撃の起点としても機能するほか、ホセ・ルイス・チラベルトやロジェリオ・セニのようにゴールキーパーでフリーキックやペナルティーキックを蹴る者もいる。また、ゴールキーパーの蹴った自陣からのフリーキックやクリアボールが直接相手のゴールに入ることも稀にある。また、ゲーム終盤に守備を度外視してでも1点が欲しい場合、パワープレイの一環でゴールキーパーが相手ペナルティエリアまで上がることもある。

### ポジション争い
上述のように、フィールドプレーヤーと比較して非常に専門性が強いポジションであり、怪我やレッドカード等のアクシデントで欠いた場合に代替となる選手がいなければ極めて大きな問題となるため、一つのチームには最低でも3名のGKが在籍し、試合にもスターティングメンバーと控えで2名登録するのが一般的である。しかし、同じチームに2名以上の優秀な選手が存在したとしても、他のポジションと違い「同時起用で共存」という選択肢はない。そのうえ、体力の消耗が少ない事や、試合展開に伴う戦術変更での交代の必要性も皆無であるため、アクシデントがない限り控えGKが試合途中から出場する機会はほぼ無い。そのため出場機会そのものがレギュラーとなった1名に集中し、2番手以降の選手には出場機会がなかなか巡って来ない現実がある。さらにはフィールドよりも選手寿命が長く、経験がモノを言うポジションでもあるため、若いGKがチャンスを得るのは難しく、プロ契約から数年を経てもリーグ戦出場経験がほとんどないGKも少なくない。
その性質上、1人あたりの費用対効果が特に高いと言えるポジションであり、クラブチームでは言語の問題を押しのけてでも外国籍の優秀なGKを獲得することも多く、結果前述の事情と相まって自国籍のGKがハイレベルな試合への出場機会を失い、その傾向が加速することで自国代表チームの弱体化を招くことが問題として取り沙汰されることもある。代表的な例として、一時期は「優秀なゴールキーパー輩出国」と言われていたイングランド・プレミアリーグが挙げられる。Jリーグにおいても優秀な外国人ゴールキーパー（特に地理・言語的に近い韓国出身が多い）を獲得するクラブが増えており日本人ゴールキーパーが出場機会を失いレベルが低下するという危惧を発表しているメディアもある。2019年のJ1リーグにおいて、外国籍のGKを「正守護神」として起用したチームは18チーム中8チームで、全体の44％に当たる（内訳は韓国5、ポーランド2、オーストラリア1）。また、韓国のKリーグは1999年から外国籍ゴールキーパーの所属、出場を禁止するルールができた結果ゴールキーパーの育成が進み、中国も同様のルールがあるため移籍できず、ヨーロッパへの移籍はかなりハードルが高いため、日本に移籍してくる韓国籍ゴールキーパーが多いという指摘がある。
同じチームに複数の優秀なGKが同時期に存在すると、どちらを起用すべきか激しい議論の的となる事がある。クラブの場合では、クラブ首脳陣の推すGKとファンの人気を獲得したGKが異なり、議論が巻き起こる例もあり、近年ではジョゼップ・グアルディオラがマンチェスター・シティFCの監督に就任した際、足元の技術をGKに求めレギュラーがそれまでのジョー・ハートからバルセロナから引き抜いたクラウディオ・ブラーボに交代となった例や、レアル・マドリードでケイロル・ナバスがレギュラーを務めCL3連覇に貢献したにもかかわらず、フロレンティーノ・ペレス会長の強い希望でティボ・クルトゥワを獲得しそのままクルトゥワがレギュラーとなった例等がある。どちらの場合も後からレギュラーになったGKが不振に陥りチームが低迷したこともあり物議を醸した。
これらの事情から、控えとなったGKが出場機会を求めて時にディヴィジョンを跨いだ移籍をする例は多いが、そもそも移籍という選択肢がない代表チームの場合はポジション争いを避けられないため、評価の議論は長期化しがちである。例として、フランス代表でのファビアン・バルテスとグレゴリー・クーペ、ドイツ代表でのオリバー・カーンとイェンス・レーマン、マヌエル・ノイアーとマルク＝アンドレ・テア・シュテーゲン、イタリア代表でのフランチェスコ・トルドとジャンルイジ・ブッフォンなどといった正GK争いをめぐる相克があった。日本代表でも1998年から約10年間に渡り、川口能活と楢﨑正剛が正GKの座を争い続けたが川島永嗣の台頭によって終止符が打たれた。

## 著名なゴールキーパー

### IFFHS選定20世紀のゴールキーパー
IFFHSは2006年に20世紀で最も偉大なゴールキーパーを選定した。この内上位20人は以下の様になっている。
1. レフ・ヤシン
2. ゴードン・バンクス
3. ディノ・ゾフ
4. ゼップ・マイヤー
5. リカルド・サモラ
6. ホセ・ルイス・チラベルト
7. ピーター・シュマイケル
8. ピーター・シルトン
9. フランティシェク・プラーニチカ
10. アマデオ・カリーソ
11. ジウマール・ドス・サントス・ネヴェス
12. ラディスラオ・マズルケビッチ
13. パット・ジェニングス
14. ウバルド・フィジョール
15. アントニオ・カルバハル
16. ジャン・マリー・プファフ
17. リナト・ダサエフ
18. グロシチ・ジュラ
19. トーマス・ラヴェリ
20. ワルター・ゼンガ

### IFFHS選定年間最優秀ゴールキーパー
1987年以降IFFHSが選定した年間最優秀ゴールキーパーは以下の通りである。
- 1987 -  ジャン・マリー・プファフ
- 1988 -  リナト・ダサエフ
- 1989 -  ワルテル・ゼンガ
- 1990 -  ワルテル・ゼンガ
- 1991 -  ワルテル・ゼンガ
- 1992 -  ピーター・シュマイケル
- 1993 -  ピーター・シュマイケル
- 1994 -  ミシェル・プロドーム
- 1995 -  ホセ・ルイス・チラベルト
- 1996 -  アンドレアス・ケプケ
- 1997 -  ホセ・ルイス・チラベルト
- 1998 -  ホセ・ルイス・チラベルト
- 1999 -  オリバー・カーン
- 2000 -  ファビアン・バルテズ
- 2001 -  オリバー・カーン
- 2002 -  オリバー・カーン
- 2003 -  ジャンルイジ・ブッフォン
- 2004 -  ジャンルイジ・ブッフォン
- 2005 -  ペトル・チェフ
- 2006 -  ジャンルイジ・ブッフォン
- 2007 -  ジャンルイジ・ブッフォン
- 2008 -  イケル・カシージャス
- 2009 -  イケル・カシージャス
- 2010 -  イケル・カシージャス
- 2011 -  イケル・カシージャス
- 2012 -  イケル・カシージャス
- 2013 -  マヌエル・ノイアー
- 2014 -  マヌエル・ノイアー
- 2015 -  マヌエル・ノイアー
- 2016 -  マヌエル・ノイアー
- 2017 -  ジャンルイジ・ブッフォン
- 2018 -  ティボ・クルトゥワ
- 2019 -  アリソン
- 2020 -  マヌエル・ノイアー
- 2021 -  ジャンルイジ・ドンナルンマ
- 2022 -  ティボ・クルトゥワ